# Đuro Bago
Đuro Bago (rođen 20. travnja u Zagrebu) hrvatski je nogometni trener koji je trenutačno sportski direktor nogometnog kluba Inter-Zaprešić. Školovao se na kineziološkom fakultetu u Zagrebu i 1996. diplomirao kao nogometni trener. Đuro Bago je vjerojatno najzaslužniji za pokretanje karijere hrvatskog nogometnog reprezentativca brazilskih korijena, Eduarda da Silve, a i brojnih drugih mladih nogometaša tijekom svoga rada u zagrebačkom Dinamu.

## Vanjske poveznice
- Arhivirana inačica izvorne stranice od 17. srpnja 2012. (Wayback Machine)